# Horst Kurth
Horst Otto Robert Kurth (* 13. Dezember 1930 in Halberstadt; † 9. Februar 2022 in Halle (Saale)) war ein deutscher Forstwissenschaftler und Hochschullehrer.

## Leben
Horst Kurth wurde 1930 in Halberstadt geboren. Dort besuchte er die Städtische Oberschule Martineum, wo er 1949 das Abitur ablegte. Im selben Jahr begann er an der TH Dresden mit dem Studium der Forstwissenschaft, das er 1953 mit dem Diplom abschloss. 1953 war er als Assistent und von 1957 bis 1959 als Oberassistent bei Johannes Blanckmeister an der in Tharandt gelegenen Forstwissenschaftlichen Fakultät der Hochschule angestellt. Kurth wurde 1960 mit einer Arbeit zur statistischen Zuwachsinventur promoviert. Von 1963 bis 1969 war er Dozent und kommissarischer Leiter des Instituts für Forsteinrichtung an der TU Dresden, wo er sich mit einer Arbeit über die Forsteinrichtung in der DDR habilitierte. Ab 1969 war Kurth Inhaber einer ordentlichen Professur für Forsteinrichtung, die er bis 1993 bekleidete. Zugleich fungierte er bis 1990 als Leiter des Wissenschaftsbereichs Forsteinrichtung und Forstliche Ertragskunde. Kurth wirkte als Gastdozent in Kuba, Schweden, Finnland, Frankreich, Österreich, Litauen, Russland und der Ukraine.

## Auszeichnungen
1984 wurde Horst Kurth zum Dr. h. c. agriculturae et artis silvaticae der Universität Helsinki ernannt.

## Veröffentlichungen
- Forsteinrichtung – Nachhaltige Regelung des Waldes mit Denie Gerold und Rolf Ulbricht, 1994, ISBN 978-3945941386